# Bosko the Talk-Ink Kid
Pour plus de détails, voir Fiche technique et Distribution.
Bosko the Talk-Ink Kid est le court métrage pilote de la série Bosko réalisé par Hugh Harman en 1929, précurseur des Looney Tunes.
Il a été produit et réalisé par Hugh Harman et Rudolf Ising, aux côtés de Friz Freleng.

## Résumé
Le dessinateur Rudolf Ising cherche l'idée d'un bon personnage à animer sur sa planche. Il froisse le papier d'un premier essai, se remet à l'ouvrage. On voit sa main qui dessine l'esquisse d'un nouveau personnage : un petit Noir avec un chapeau melon. Ce dernier prend alors miraculeusement vie sur la page, dit se sentir bien. Quand Ising lui demande son nom, il répond : « Bosko ». Le dessinateur lui propose de montrer ce qu'il sait faire. Bosko fait des claquettes, danse comme un cosaque, siffle et chante. Bosko aperçoit les spectateurs du public et demande qui sont ces gens dans le noir. Ising lui répond qu'ils sont le public. Il le met au défi de les faire rire. 
Bosko se gratte la tête, accepte d'essayer, demande à Ising de lui dessiner un piano, puis en joue. Il remet une touche des basses à sa bonne place. Bosko chante Sonny Boy, mais il tire trop fort sa langue hors de la bouche. Il doit tirer sur un cheveu de sa tête pour la faire rentrer. Peu après, en tenant la note trop longtemps, il fait sauter sa tête, qui se trouve être montée au bout d'un long ressort. Il arrive à se la refixer au corps en tournant sur son tabouret à vis. Après cela, Bosko chante à nouveau, mais casse les oreilles d'Ising. Comme Bosko continue, Irsing accroche le fond du pantalon de Bosko sur la page avec son stylo-plume. Bosko cherche à fuir, mais Irsing aspire Bosko avec le stylo, puis le piano, vide ensuite cette encre dans la bouteille. Bosko ressort cependant de la bouteille d'encre et promet de revenir, avant de tirer la langue à Ising pour faire bonne mesure.

## Fiche technique
- Titre original : Bosko the Talk-Ink Kid
- Réalisation : Hugh Harman
- Scénario : Rudolf Ising
- Animateur : Friz Freleng, Rollin Hamilton
- Producteurs : Hugh Harman, Rudolf Ising
- Durée : 5 minutes[1]
- Format : noir et blanc - mono - 1.37:1
- Langue : anglais
- Genre : Film d'animation de comédie
- Pays : États-Unis
- Date de sortie : États-Unis : 1er mai 1929

## Distribution

### Voix originales
- Rudolf Ising : Cartoonist
- Carman Maxwell : Bosko